# Stewart SF01
Stewart SF01 — болид, разработанный и построенный командой Stewart Grand Prix для участия в Чемпионате мира по автогонкам в классе Формула-1 сезона 1997 года.

## История
Болид SF01 был разработан конструктором Аланом Дженкинсом для команды трёхкратного чемпиона мира Джеки Стюарта и его сына Пола Стюарта. Пол Стюарт на протяжении нескольких лет руководил командой Paul Stewart Racing, выступающей в менее престижних классах таких, как Формула-3. До этого такие команды, как Forti, Simtec и Pacific уже пробовали перейти из Формулы-3 в Формулу-1, но все они обанкротились. А команда MasterCard Lola после двух гран-при покинула "королевские автогонки".
Презентация машины состоялась в декабре 1996 года.
Шасси Stewart SF01 было способно бороться за высшие позиции с другими командами. Но из-за низкой надежности двигателя Ford Zetec-R гонщики команды смогли финишировать только 8 раз в 17 Гран-при. Тем не менее Рубенс Баррикелло сумел прийти вторым в Монако.
Сезон команда закончила на 9 месте в кубке конструкторов с 6 очками.

## Результаты выступлений
| Легенда к таблице |                                                                    |
| --- | ------------------------------------------------------------------ |
| В таблице перечислены результаты всех Гран-при Формулы-1, в которых использовался автомобиль. Строками таблицы являются сезоны, столбцами — этапы чемпионата мира. В каждой клетке указаны сокращённое название этапа и результат, дополнительно обозначенный цветом. Расшифровка обозначений и цветов представлена в нижеследующей таблице. |                                                                    |
| \| Пример \| Описание \| \| ------------ \| ------------------------------------------------------------------ \| \| 1 \| Победитель \| \| 2 \| Второе место \| \| 3 \| Третье место \| \| 5 \| Финишировал, заработав очки \| \| Сход \| Не финишировал, но при этом заработал очки \| \| 12 \| Финишировал, не получив очков \| \| НКЛ \| Финишировал, но не попал в финальную классификацию \| \| 15 \| Участвовал вне зачёта, либо по отдельной классификации \| \| 18 \| Не финишировал, но попал в финальную классификацию \| \| Сход \| Не финишировал \| \| НКВ \| Не прошёл квалификацию \| \| НПКВ \| Не прошёл предквалификацию \| \| ДСК \| Дисквалифицирован \| \| ИСК \| Исключён из протокола соревнований \| \| ТТ \| Заявлен для участия только в тренировках \| \| НС \| Участвовал в квалификации, но не стартовал в гонке \| \| Т \| Травмирован или болен \| \| ОТК \| Отказ от участия \| \| НТР \| Прибыл на соревнования, но на трассу не выезжал \| \| НПР \| Был заявлен в числе участников, но не прибыл к началу соревнований \| \| О \| Соревнования отменены \| \| \| Не участвовал \| \| Поул-позиция \| \| \| Быстрый круг \| \| |                                                                    |
| Пример | Описание                                                           |
| 1 | Победитель                                                         |
| 2 | Второе место                                                       |
| 3 | Третье место                                                       |
| 5 | Финишировал, заработав очки                                        |
| Сход | Не финишировал, но при этом заработал очки                         |
| 12 | Финишировал, не получив очков                                      |
| НКЛ | Финишировал, но не попал в финальную классификацию                 |
| 15 | Участвовал вне зачёта, либо по отдельной классификации             |
| 18 | Не финишировал, но попал в финальную классификацию                 |
| Сход | Не финишировал                                                     |
| НКВ | Не прошёл квалификацию                                             |
| НПКВ | Не прошёл предквалификацию                                         |
| ДСК | Дисквалифицирован                                                  |
| ИСК | Исключён из протокола соревнований                                 |
| ТТ | Заявлен для участия только в тренировках                           |
| НС | Участвовал в квалификации, но не стартовал в гонке                 |
| Т | Травмирован или болен                                              |
| ОТК | Отказ от участия                                                   |
| НТР | Прибыл на соревнования, но на трассу не выезжал                    |
| НПР | Был заявлен в числе участников, но не прибыл к началу соревнований |
| О | Соревнования отменены                                              |
| | Не участвовал                                                      |
| Поул-позиция |                                                                    |
| Быстрый круг |                                                                    |

| Год  | Команда                    | Двигатель        | Шины | Пилоты     | 1    | 2    | 3    | 4    | 5   | 6    | 7    | 8    | 9    | 10   | 11   | 12   | 13   | 14   | 15   | 16   | 17   | Место | Очки |
| ---- | -------------------------- | ---------------- | ---- | ---------- | ---- | ---- | ---- | ---- | --- | ---- | ---- | ---- | ---- | ---- | ---- | ---- | ---- | ---- | ---- | ---- | ---- | ----- | ---- |
| 1997 | HSBC Malaysia Stewart Ford | Ford Zetec-R V10 | B    |            | АВС  | БРА  | АРГ  | САН  | ИСП | МОН  | КАН  | ФРА  | ВЕЛ  | ГЕР  | ВЕН  | БЕЛ  | ИТА  | АВТ  | ЛЮК  | ЯПО  | ЕВР  | 9     | 6    |
| 1997 | HSBC Malaysia Stewart Ford | Ford Zetec-R V10 | B    | Баррикелло | Сход | Сход | Сход | Сход | 2   | Сход | Сход | Сход | Сход | Сход | Сход | Сход | 13   | 14   | Сход | Сход | Сход | 9     | 6    |
| 1997 | HSBC Malaysia Stewart Ford | Ford Zetec-R V10 | B    | Магнуссен  | Сход | Сход | 10   | Сход | 7   | 13   | Сход | Сход | Сход | Сход | Сход | 12   | Сход | Сход | Сход | Сход | 9    | 9     | 6    |